# Georgette Leblanc

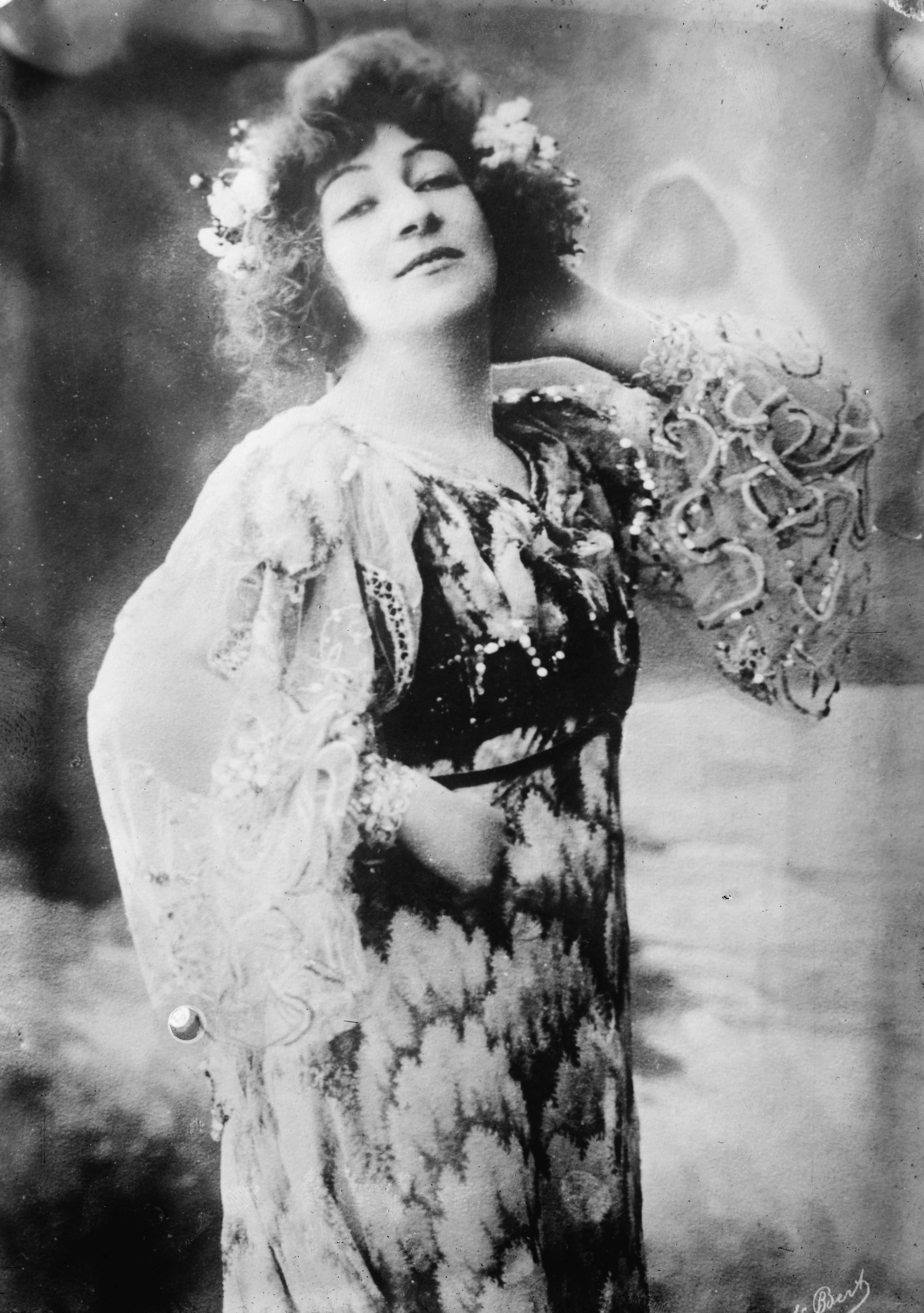
Georgette Leblanc, 1911

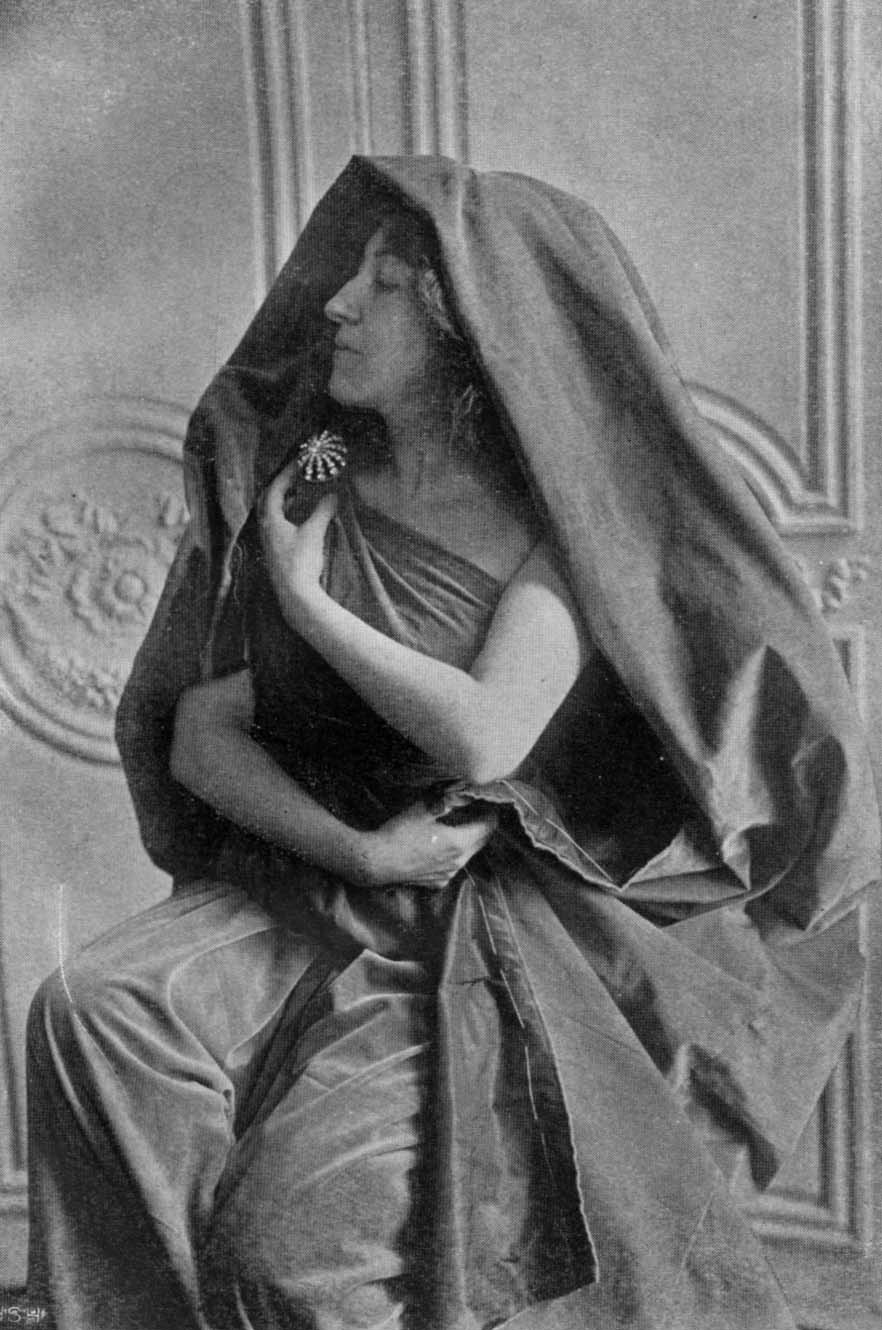
Georgette Leblanc als Monna Vanna in Paris

Georgette Leblanc (* 8. Februar 1869 in Rouen; † 27. Oktober 1941 in Le Cannet) war eine französische Opernsängerin (Sopran), Schauspielerin und Schriftstellerin.

## Leben
Georgette Leblanc war die jüngste Tochter eines wohlhabenden Reeders. Ihr älterer Bruder war der Schriftsteller Maurice Leblanc.
In Paris studierte sie bei Saint-Yves Bax Gesang. Ihr erstes Engagement hatte sie im November 1893 als Françoise in der Oper L’Attaque du Moulin an der Opéra-Comique in Paris. Ein Jahr später nahm sie ein Engagement am Théâtre de la Monnaie an und sang dort die Titelrollen in Carmen und der Thaïs sowie die Anita aus La Navarraise von Jules Massenet. Leblanc hat es nie verwunden, dass Claude Debussy 1902 für die Uraufführung von Pelléas et Mélisande, deren Libretto aus der Feder ihres Lebensgefährten Maurice Maeterlinck (1863–1949) stammte, die Rolle der Mélisande mit der Sängerin Mary Garden besetzte. Im Mai 1907 feierte sie große Erfolge als Ariane in der Oper Ariane et Barbe-Bleue an der Opéra-Comique.
Im Jahre 1918 verließ Maurice Maeterlinck sie nach 23 Jahren Partnerschaft (sie waren nie verheiratet), wegen der erst 26-jährigen Schauspielerin Renée Dahon, mit der er bereits seit acht Jahren ein Verhältnis hatte. Anfang der 1920er Jahre lernte Leblanc die amerikanische Schriftstellerin Margaret Anderson (1886–1973) kennen und lebte bis zu ihrem Tod im Jahre 1941 in einer in jeder Hinsicht harmonischen und gegenseitig befruchtenden Beziehung mit ihr zusammen.

## Name in verschiedenen Lebensphasen
- 1869–1895 Georgette Leblanc
- 1895–1918 (annulliert) Georgette Leblanc-Maeterlinck

## Werke
- 1904 Le Choix de la Vie
- 1919 Maeterlinck's Dogs
- 1927 The Choice of Life
- 1931 Souvenir
- 1932 Souvenirs: My life with Maeterlinck
- 1947 La Machine à Courage, posthum